# Деррил Пауелл
Деррил Пауелл (англ. Darryl Powell, нар. 15 листопада 1971, Лондон) — ямайський футболіст, що грав на позиції півзахисника.
Виступав, зокрема, за клуби «Портсмут» та «Дербі Каунті», а також національну збірну Ямайки.

## Клубна кар'єра
У дорослому футболі дебютував 1989 року виступами за команду клубу «Портсмут», в якій провів шість сезонів, взявши участь у 132 матчах чемпіонату.  Більшість часу, проведеного у складі «Портсмута», був основним гравцем команди.
Своєю грою за цю команду привернув увагу представників тренерського штабу клубу «Дербі Каунті», до складу якого приєднався 1995 року. Відіграв за клуб з Дербі наступні сім сезонів своєї ігрової кар'єри. Граючи у складі «Дербі Каунті» також здебільшого виходив на поле в основному складі команди.
Згодом з 2002 по 2004 рік грав у складі команд клубів «Бірмінгем Сіті», «Шеффілд Венсдей» та «Колорадо Репідс».
Завершив професійну ігрову кар'єру у клубі «Ноттінгем Форест», за команду якого виступав протягом 2005 року.

## Виступи за збірну
У 1998 році дебютував в офіційних матчах у складі національної збірної Ямайки. Протягом кар'єри у національній команді, яка тривала 4 роки, провів у формі головної команди країни 21 матч, забивши 1 гол.
У складі збірної був учасником чемпіонату світу 1998 року у Франції, розіграшу Золотого кубка КОНКАКАФ 2000 року у США.